# Gazi Husrev-begova mešita

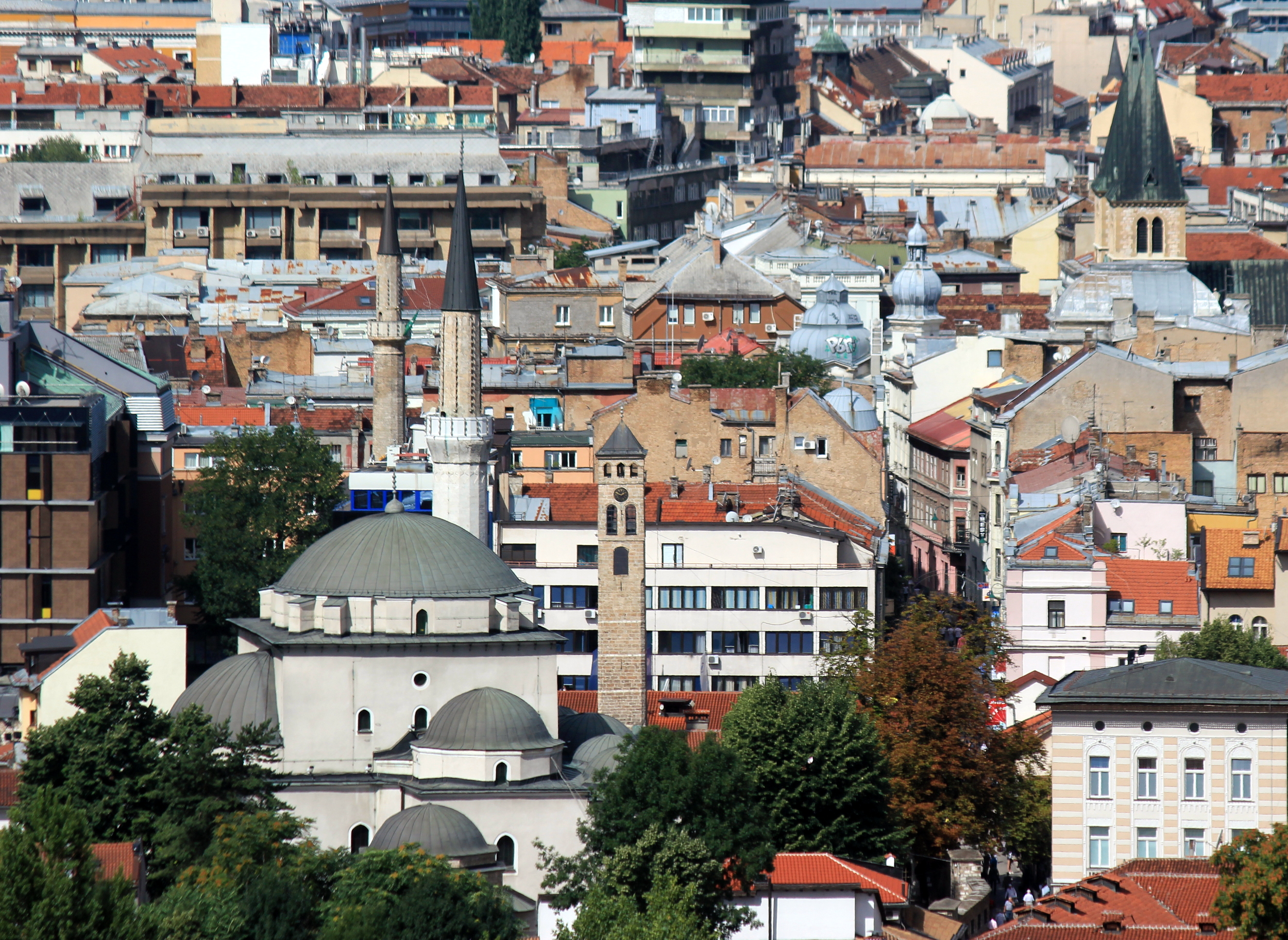
Pohled na mešitu

Gazi Husrev-begova mešita (bosensky Gazi Husrev-begova džamija, turecky Gazi Hüsrev Bey Camii) je jedna z nejstarších a největších mešit v Sarajevu a zároveň jedna z nejvýznamnějších pamětihodností bosenskohercegovské metropole.

## Historie

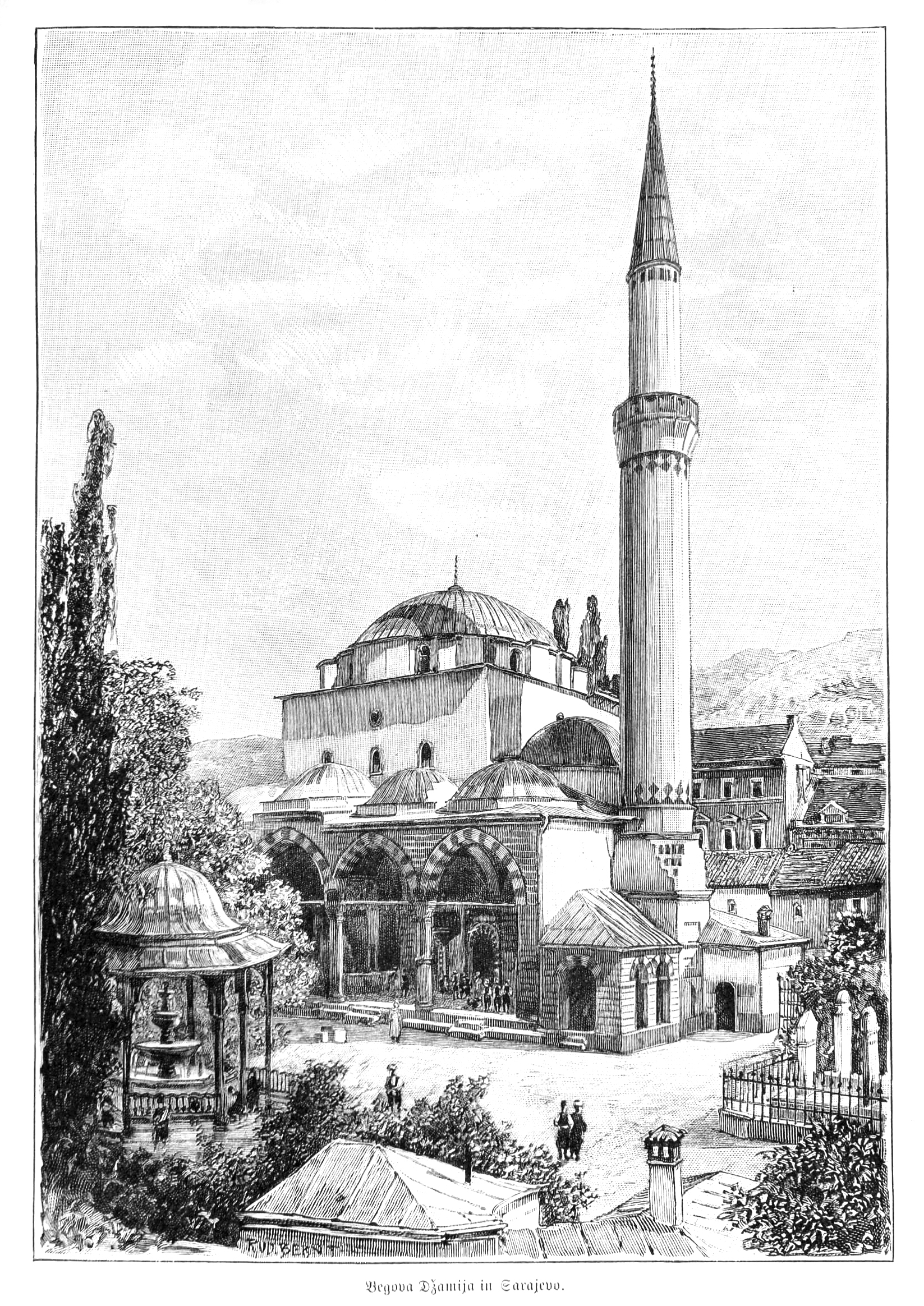
Gazi Husrev-begova mešita v Sarajevu cca 1900.

Mešita byla vystavěna v roce 1530 Gazi Husrev-begem, osmanským místodržícím v Bosně, podle návrhu perského architekta Acema Esira Aliho (v české výslovnosti Adžem Ali). Patří k nejtypičtějším památkám osmanské architektury v Bosně a Hercegovině. Za dob osmanské vlády v zemi sloužila nejen k náboženským účelům, pravidelně se v ní vyučovalo a přednášelo. Do areálu mešity i hodinová věž (Sahat-kula), která byla po požáru v roce 1697 přestavěná, a několik hrobek. Mešita spolu s dalšími sakrálními stavbami tvoří duchovní centrum státu, dopomohla rovněž k šíření islámu v někdejší osmanské provincii. 
Byla první mešitou na světě, která dostala elektřinu a elektrické osvětlení v roce 1898 během Rakousko-Uherského období.
Po rozpadu Jugoslávie a vypuknutí občanské války byla těžce poškozena při obléhání Sarajeva. V roce 1996 však byla díky pomoci Saúdské Arábie znovu obnovena, kritici však tvrdí, že zde bylo použito mnoho wahhábistických prvků. Dnes je přístupná turistům.